# Ochthoeca rufipectoralis
Ochthoeca rufipectoralis е вид птица от семейство Tyrannidae. Видът е незастрашен от изчезване.

## Разпространение
Разпространен е в Боливия, Колумбия, Еквадор, Перу и Венецуела.